# Nestier
Nestier – miejscowość i gmina we Francji, w regionie Oksytania, w departamencie Pireneje Wysokie.
Według danych na rok 1990 gminę zamieszkiwało 196 osób, a gęstość zaludnienia wynosiła 40 osób/km² (wśród 3020 gmin regionu Midi-Pyrénées Nestier plasuje się na 867. miejscu pod względem liczby ludności, natomiast pod względem powierzchni na miejscu 1494.).